# Graficzny rejestrator cyfrowy
Graficzny rejestrator cyfrowy jest urządzeniem wykonującym rysunki, które jest sterowane komputerem przy użyciu taśmy dziurkowanej (preforowanej) lub taśmy magnetycznej. Kreślenie odbywa się tuszem za pomocą pisaka lub kilku pisaków, zwykle różnobarwnych umieszczonych na ruchomej głowicy.